# Antonino Cuffaro

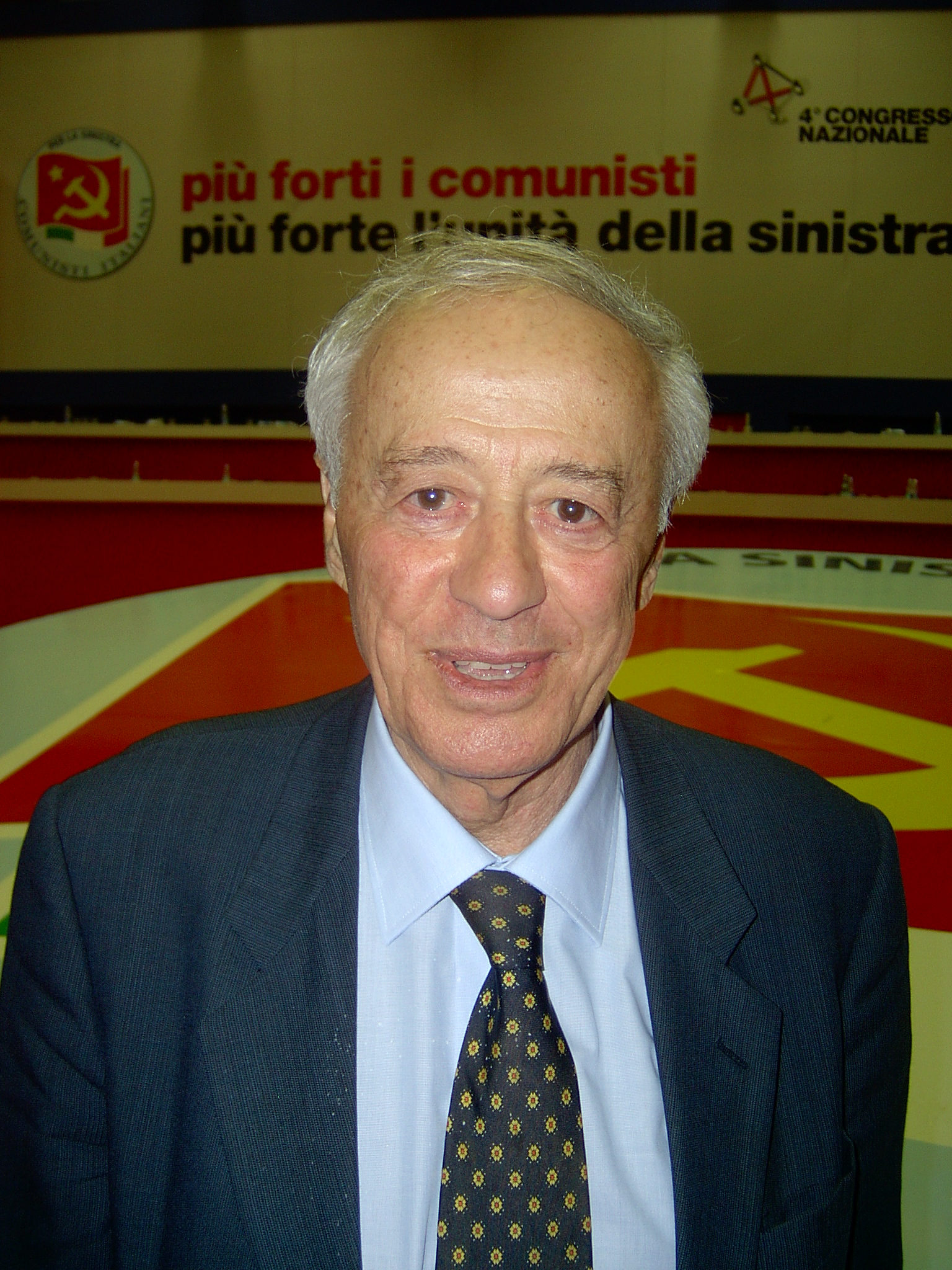
Antonino Cuffaro (2007)

Antonino Cuffaro (* 21. April 1932 in Sambuca di Sicilia, Provinz Agrigent; † 20. Juli 2019) war ein italienischer kommunistischer Politiker. Von 2007 bis 2013 war er Vorsitzender der Partito dei Comunisti Italiani (PdCI).

## Leben
Cuffaro trat im Jahr 1948 in die Kommunistische Partei Italiens (PCI) ein. Sechs Jahre später zog er nach Triest. Dort war er in der Zeit von 1964 bis 1972 Mitglied des Triester Gemeinderates. Von 1969 bis zur Auflösung der PCI 1991 gehörte er ihrem Zentralkomitee an. Im Jahr 1976 wurde er in die Abgeordnetenkammer gewählt, der er für drei Legislaturperioden (bis 1987) angehörte. Die 1991 beschlossene Abkehr der PCI vom Kommunismus und Umwandlung in die Demokratische Linkspartei wollte Cuffaro nicht mitmachen. Er schloss sich stattdessen der Partito della Rifondazione Comunista (PRC) an. Für diese wurde er 1994 als Vertreter des Wahlkreises Marino-Colleferro-Frascati in Latium zum Senator gewählt.
Im Oktober 1998 entzog die PRC dem Kabinett Romano Prodis ihr Vertrauen. Cuffaro gehörte aber zu den Mitgliedern, die die Mitte-links-Regierung weiter unterstützen wollten und deshalb die PRC verließen und die Partito dei Comunisti Italiani (PdCI) gründeten. Anschließend war er in den Regierungen von Massimo D’Alema und Giuliano Amato von 1998 bis 2001 Staatssekretär im Ministerium für Hochschulen und wissenschaftliche Forschung. Auf dem Vierten Nationalen Kongress der PdCI wurde er im Jahr 2007 als Nachfolger Armando Cossuttas zum Präsidenten der Partei gewählt. Im Juli 2013 wurde er als Präsident von Manuela Palermi abgelöst.